# محمد اوسانی
محمد اوسانی (زادهٔ ۳۰ شهریور ۱۳۷۱ - اندیمشک) بازیکن فوتبال اهل ایران است که در پست وینگر و مهاجم نوک توپ می‌زند.از تیم‌هایی که وی در آن‌ها بازی کرده‌است می‌توان به فولاد خوزستان، شهرداری دزفول، استقلال خوزستان،  صبای قم،  گسترش فولاد،  نساجی مازندران،  سرخپوشان پاکدشت،  کارون اروند خرمشهر،  پارس جنوبی و سایپا اشاره نمود.